# Jennifer Lufau

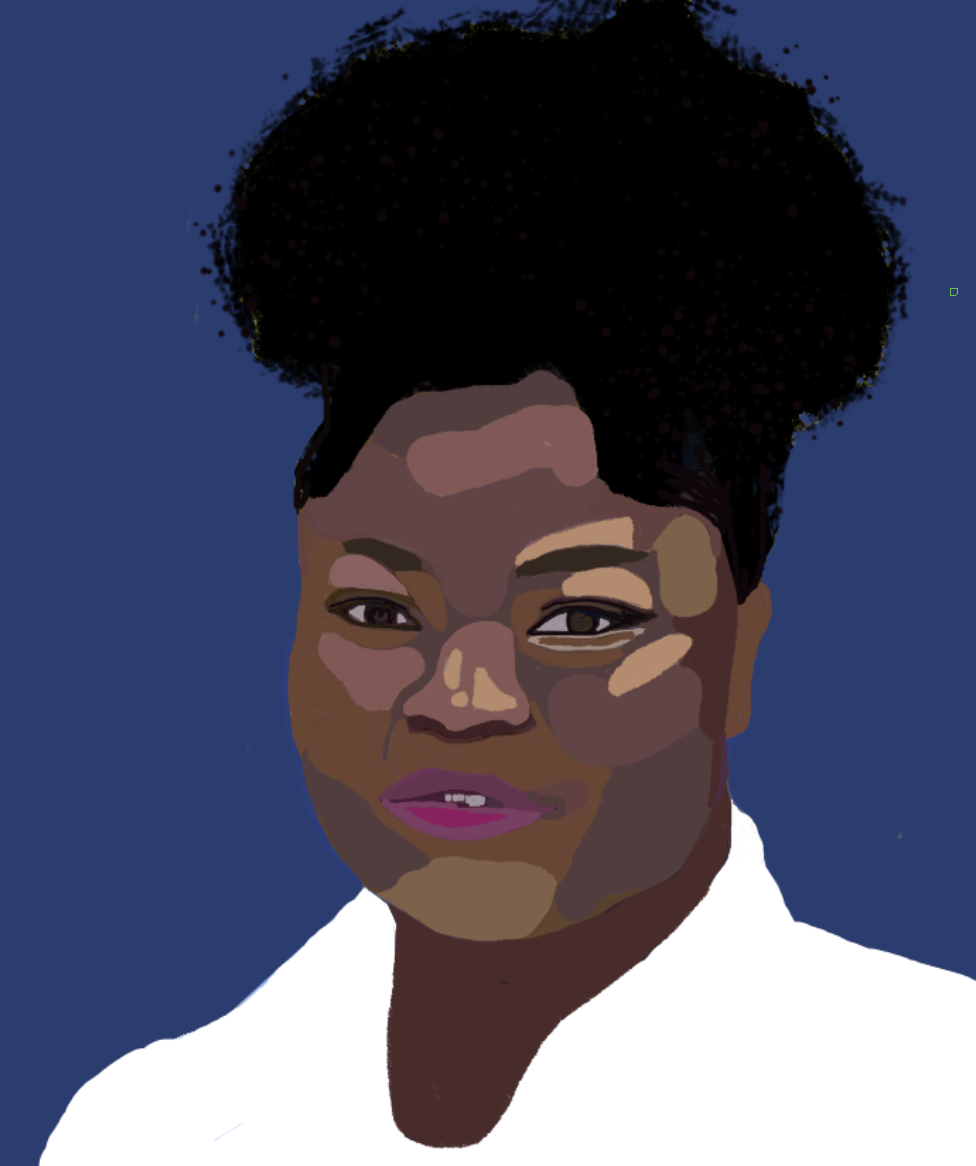
Illustration de Jennifer Lufau de 2021

Jennifer Lufau, née en 1993 au Togo, est une gameuse et experte en marketing digital, qui vit en France.
Elle est fondatrice et présidente de l'association Afrogameuses, qui lutte contre le racisme dans le domaine du jeu vidéo et tente de favoriser une meilleure représentativité des femmes noires.
Active et impliquée dans le domaine des jeux vidéo, elle est également l'autrice du blog Call me Jane Bond.

## Biographie
Jennifer Lufau, naît au Togo, en 1993. Elle grandit au Bénin, puis emménage en France vers l'âge de sept ans. Elle joue beaucoup aux jeux vidéos dès son enfance.
Experte en marketing digital en tant que consultante en diversité et inclusion (D&I) et sensitivity reader dans le domaine du jeu vidéo, elle est l'autrice d'une thèse professionnelle intitulée « En quoi le Big Data transforme déjà le marketing ? », publiée en juillet 2017.
Enfant, elle fréquente quotidiennement un cybercafé à la sortie de l'école, pour y jouer à Prince of Persia,. Plus tard elle joue à League of Legends, Mortal Kombat et Tekken. Autour d'elle, il n'existe aucune fille pour partager sa passion et ce n'est pas un sujet abordé par ses copines de classe. Une fois arrivée en France, elle reste longtemps dépourvue d'ordinateur et ce n'est que vers l'âge de dix-sept ans qu'elle recommence à jouer régulièrement. Une nouvelle fois, elle constate qu'elle est l'une des rares jeune femme à jouer. Une fois adulte, une autre question s'impose à elle : « Où sont les femmes noires dans les jeux vidéo ? ». Elle réalise qu'en tant que joueuse, elle se perçoit comme une espèce d’anomalie : femme et noire. Elle y dit rencontrer des personnes extraordinaires sur les plateformes de jeux multi-joueurs et apprécier cet aspect socialisant qui permet de se faire beaucoup d’amis. Cependant, « ce n’est pas le monde des Bisounours, loin de là ».
Pour Jennifer Lufau, être une femme noire geek, dans l'univers raciste et sexiste du gaming, constitue en soi un geste militant. Cela représente un motif de harcèlement, subi à travers la réception régulière de commentaires haineux. Le fait de jouer des personnages noirs est un véritable « aimant à insultes ». Pour éviter cette situation, de nombreuses femmes racisées évoluent dans ce milieu sous des pseudos à consonance masculine. Trop souvent témoin, mais aussi victime, de comportements discriminants, elle rapporte être souvent victime de racisme dans le monde du streaming et déplore le fait que la seule action possible pour contrer les insultes est de bannir, signaler et bloquer les personnes. Ces personnes conservent cependant « la possibilité de reproduire à l’infini ces mêmes insultes ». Pour elle, c'est aux plate-formes de prendre leurs responsabilités ; elle cite à titre d'exemple celle Twitch, qui ne fait pas ce travail-là. De fait, les joueuses développent de nombreuses stratégies d’évitement pour esquiver ces harcèlements. Par exemple, en modifiant leurs pseudos, en désactivant leurs micros ou en jouant des personnages masculins, ceux de l'action, car ceux-ci sont « réputés comme plus forts, plus virils », les personnages féminins étant considérés comme des personnages faibles.
Inspirée par le mouvement Black Lives Matter, elle se lance dans la rédaction d'un article sur la communauté d'afrogameuses, qu'elle publie sur le blog Call me Jane Bond, qu'elle tient depuis avril 2020. Ses rencontres avec d’autres femmes dans cette même situation lui permettent d'échanger autour de leurs expériences respectives. C'est ainsi qu'elle crée, en compagnie de trois autres femmes, le 14 juillet 2020, le collectif « Afrogameuses », dans le but remédier à cette invisibilisation,, en contactant des femmes concernées par le biais de réseaux féministes, tels que Women in Games, et des groupes anti-racistes, comme Black Geeks. Depuis, cette association milite activement pour rendre l’industrie du jeu vidéo plus inclusive, en dénonçant le racisme et le sexisme et en appellant les entreprises du secteur à s'emparer du sujet.
En août 2020, la chaine de télévision suisse RTS lui consacre une partie de son émission Vertigo, dans un reportage intitulé « Être une femme racisée dans lʹunivers sexiste des jeux vidéo ».
En novembre 2020, le magazine Vanity Fair élit Jennifer Lufau comme l'une des « cinquante Françaises qui ont fait 2020 »,,,.

## Gaming
Son personnage préféré est Vella, dans le jeu Broken Age, une femme noire métisse, « un personnage qui prend son propre destin en main et sort de ce cadre stéréotypé. C’est aussi le personnage principal du jeu, ce qui est assez rare ». Elle apprécie aussi Darcy Stern, dans Urban Chaos, une femme noire qui joue le rôle d’une policière, qui lui plait « même si elle correspond à cette image d’agressivité trop souvent associée aux femmes noires ». Elle regrette que si peu de personnages d’origine indienne ou pakistanaise soient représentés dans les jeux, à part quelques exceptions, comme dans Unknown9: Awakening, où le personnage principal, Haroona, est une petite fille indienne.

## Questionnements

### «Le jeu vidéo a-t-il peur du noir?»
Cette question est posée en 2015, dans le cadre de la table ronde organisée par le média Arrêt sur images,.
En France, les statistiques ethniques sont très encadrées. Il n'existe aucun chiffre pour évaluer la place des personnes racisées dans les studios, ce qui, pour Jennifer Lufau, est un « schéma est assez universel : globalement, peu de minorités travaillent dans la tech » alors qu'il existe une « vraie demande de la part des personnes racisées pour que les studios mettent en place des dispositions concrètes pour faire évoluer cette situation ». Environ 15 % des postes de travail liés au secteur du jeu vidéo sont occupés par des femmes. De ce manque de représentativité à l'échelon créatif découle la mise en scène de personnages féminins stéréotypée et hypersexualisée. De plus, les héroïnes noires sont exoticisées, sous formes objets sexuels fétichisés, et sont déshumanisées, présentées comme agressives et dénuées de sentiments. Leur représentation physique reste superficielle car les studios ne se donnent pas les moyens de créer une représentation réaliste des coiffures afro ou de la couleur de peau. Elles n’occupent que très rarement un premier rôle, car les studios et les investisseurs les considèrent comme un risque.

## Activités et engagement

### Le collectif Afrogameuses
Jennifer Lufau est la fondatrice et présidente de l'association Afrogameuses,,,, qui lutte contre le racisme dans le domaine du jeu vidéo et tente de favoriser une meilleure représentativité des femmes noires, à travers des actions inscrites dans un courant afroféministe. Elle crée l'association en plein confinement,. Elle regrette qu'on ne parle pas assez du fait que de nombreuses personnes sont victimes à fois de racisme et de sexisme. Pour elle, « le féminisme, à l’origine, n’a pas été pensé pour les personnes racisées, et ne poursuit donc pas les mêmes objectifs. Être noir est un marqueur social qui s’ajoute au fait d’être une femme, et c’est quelque chose qui fait la différence aujourd’hui, dans le monde entier »,.
Le monde du jeu vidéo est porteur de ces mêmes conflictualités. En 2021, on compte 47 % de joueuses et 53 % de joueurs en France. Cependant, le sexisme reste très courant, concrétisé par des commentaires portant sur le choix des personnages, ainsi que par des remarques en vocal, le plus souvent au moment où certains joueurs se rendent compte que la personne qui joue « ou streame » est de genre féminin.
L'association Afrogameuses est active autour de quatre axes. Tout d'abord, elle vise à soutenir l'amélioration de la représentation des personnes racisées dans le monde du jeu vidéo, à travers la mise en avant de rôles modèles visant à développer l'intérêt des femmes noires pour ce milieu, tant pour y travailler que pour y streamer. Ensuite, elle renforce l'information et l'accompagnement des membres de l’association dans leurs projets, par le biais de la mise en place d'ateliers de coaching. De plus, elle propose un espace de soutien destiné à recevoir les personnes qui subissent des comportements toxiques, tels que des commentaires ou des agressions racistes en ligne, dans le cadre d'espace bienveillant d’écoute. Enfin, elle favorise sensibilisation du grand public et des acteurs du secteur du jeu vidéo à travers divers événements et partenariats. Parmi leurs propositions figurent l'édition d'un guide de référence à destination des éditeurs des studios et d'un guide anti-misogynoir (anti-sexisme et anti-racisme), destiné à accompagner les jeunes gameuses victimes de harcèlement, ainsi que la publication d'un manifeste revendiquant la création personnages féminins noirs non stéréotypés. Le collectif a également la volonté de contribuer à la mise en place d'une étude permettant de mesurer la toxicité présente dans le monde du jeu vidéo, envers les femmes noires et toutes les personnes susceptibles d’être discriminées.
Le 24 octobre 2020, sur la plateforme Twitch, les membres du collectif animent une Master Class sur la chaîne de Madmoizelle.
En janvier 2021, le collectif signe son premier partenariat avec Maratus Game, un studio indépendant belge, notamment développeur du jeu Arisen, un jeu de cartes narratif sur l'esclavage, basé sur un choix de personnages féminins, masculins, binaires, homosexuels, hétérosexuels et bisexuels.
En mars 2021, soit neuf mois après sa création, le collectif Afrogameuses compte plus de 3 000 abonnés sur son compte Twitter.